# Liste der Kulturdenkmale in Kiel-Wik
In der Liste der Kulturdenkmale in Kiel-Wik sind alle Kulturdenkmale des Stadtteils Wik der schleswig-holsteinischen Landeshauptstadt Kiel aufgelistet (Stand: 30. Juni 2025).
Die Bodendenkmale sind in der Liste der Bodendenkmale in Kiel aufgeführt.

## Legende
In den Spalten befinden sich folgende Informationen:
- Objekt-ID: die Nummer des Kulturdenkmales
- Lage: die Adresse des Kulturdenkmales und die geographischen Koordinaten. Kartenansicht, um Koordinaten zu setzen. In der Kartenansicht sind Kulturdenkmale ohne Koordinaten mit einem roten Marker dargestellt und können in der Karte gesetzt werden. Kulturdenkmale ohne Bild sind mit einem blauen Marker gekennzeichnet, Kulturdenkmale mit Bild mit einem grünen Marker.
- Offizielle Bezeichnung: Bezeichnung des Kulturdenkmales
- Beschreibung: die Beschreibung des Kulturdenkmales
- Bild: ein Bild des Kulturdenkmales

## Sachgesamtheiten
| Objekt-ID      | Lage | Offizielle Bezeichnung       | Beschreibung | Bild                             |
| -------------- | --- | ---------------------------- | --- | -------------------------------- |
| 50706          | Niemannsweg 220, Niemannsweg u. a., Parkstraße 2 (54° 20′ 59″ N, 10° 8′ 36″ O)                              | ehem. Luftkreiskommando      | ehem. Luftkreiskommando; 1934/35, Marinestandortbauamt; dreigeschossiger Dreiflügelbau unter Walmdach aus Backstein, hofseitig eingeschossige Winkelbauten aus Kalksandstein, fördeseitig siebenachsiger Kunststeinportikus; zweigeschossiges, rechteckiges Kommandeurshaus unter Walmdach in Backsteinausführung; das Gebäudeensemble und seine Außenanlagen von Feldsteinmauer umzogen. - Begründung: geschichtlich, künstlerisch, städtebaulich - Schutzumfang: ehem. Luftkreiskommando (Territorialkommando Schleswig-Holstein) (Niemannsweg 220); ehem. Kommandeurswohnhaus mit Doppelgarage (Parkstraße 2); Einfriedungsmauer, Außenanlagen (Niemannsweg/Koesterallee/Parkstraße)                                        | Fotos hochladen                  |
| 40601 Wikidata | Weimarer Straße 3, 5, Adalbertstraße 10, Arkonastraße 4, Weimarer Straße u. a. (54° 21′ 32″ N, 10° 8′ 9″ O) | ehem. Marine-Garnison-Kirche | Sachgesamtheit ehem. Marine-Garnison-Kirche (Ev.-Luth. Gemeindekirche Petrus-Nord); 1905-1909, Architekten Robert Curjel u. Karl Moser, Karlsruhe; backsteinsichtige Saalkirche mit queroblongen Turm, Freifläche, Einfriedung; ehem. Pastorat der Petruskirche, zweigeschossig, backsteinsichtig; ehem. Kommandantur, zweigeschossig, winkelförmiger Backsteinbau; Wohnhaus, zweigeschossig, backsteinsichtig - Begründung: geschichtlich, künstlerisch, städtebaulich - Schutzumfang: Petruskirche mit Freifläche, Einfriedung (Weimarer Straße 3, Adalbertstraße, Arkonastraße), ehem. Kommandantur (Weimarer Straße 5), ehem. Pastorat der Petrus-Kirche (Adalbertstraße 10, Weimarer Straße 1), Wohnhaus (Arkonastraße 4) | weitere Fotos \| Fotos hochladen |

## Mehrheit von baulichen Anlagen
| Objekt-ID | Lage                                                                                                  | Offizielle Bezeichnung                                           | Beschreibung | Bild                             |
| --------- | --- | ---------------------------------------------------------------- | --- | -------------------------------- |
| 11427     | Düvelsbeker Weg 5, 7, 9, 11 (54° 20′ 48″ N, 10° 8′ 5″ O)                                              | Einfamilienhäuser Düvelsbeker Weg 5-11                           | Wohnhausgruppe; 1904 nach Planungen von C. Hensen entstanden; zwei zweigeschossige Backsteinbauten mit geputzten Fronten und Sichtmauerwerk und Kieler Dach, historistische Formen, polygonale Vorbauten, Giebel, Türmchen. - Begründung: geschichtlich, künstlerisch, städtebaulich - Schutzumfang: Einfamilienhäuser Düvelsbeker Weg 5, 7, 9, 11 | BW                               |
| 44291     | Holtenauer Straße 238, 240 (54° 21′ 23″ N, 10° 7′ 51″ O)                                              | Wohn- und Geschäftshäuser Holtenauer Straße 238-240              | Wohn- und Geschäftshäuser; um 1910; Doppelhausgruppe zweier nahezu baugleicher, viergeschossiger Backsteinbauten mit aufwändiger Backstein- und Putzgliederung, geschossübergreifende Mittelerker und breite Zwerchgiebel, figürliche Putzornamente und Zierfachwerk - Begründung: geschichtlich, städtebaulich - Schutzumfang: Wohn- und Geschäftshäuser Holtenauer Straße 238-240 | Fotos hochladen                  |
| 11638     | Holtenauer Straße 346, 348 (54° 21′ 25″ N, 10° 7′ 50″ O)                                              | Wohn- und Geschäftshäuser Holtenauer Straße 346-348              | Wohn- und Geschäftshäuser; 1910, Maurermeister A. Voss; zwei fünfgeschossige Wohnbauten mit Backsteinfassaden und verputzten Gesimsen, Kastenerker, Giebel und Kieler Dach - Begründung: geschichtlich, städtebaulich - Schutzumfang: Wohn- und Geschäftshäuser Holtenauer Straße 346-348 | BW                               |
| 45629     | Knorrstraße 4-6, 8, 10, Holtenauer Straße 356 (54° 21′ 28″ N, 10° 7′ 52″ O)                           | Wohn- und Geschäftshäuser Knorrstraße 4-10/Holtenauer Straße 356 | Bebauung Knorrstraße 4-10, Holtenauer Straße 356; 1900–1910; geschlossene Baugruppe aus viergeschossigen Wohn- und Geschäftshäusern, Knorrstr. 10 als ehem. Altersheim des Kieler Schlachter-Amts von besonderem sozialgeschichtlichem Wert, Abschluss durch repräsentatives Eckgebäude an der Holtenauer Straße - Begründung: geschichtlich, künstlerisch, städtebaulich - Schutzumfang: ehem. Altersheim des Kieler Schlachter-Amts (Knorrstraße 10); Wohn- und Geschäftshäuser (Knorrstraße 4-6, 8; Holtenauer Straße 356) | BW                               |
| 48266     | Knorrstraße 22, 24, 26, 28 (54° 21′ 28″ N, 10° 8′ 1″ O)                                               | Wohn- und Geschäftshäuser Knorrstraße 22-28                      | Knorrstraße 22-28; um 1905; Gruppe von vier viergeschossigen Wohn- und Geschäftshäusern unter ausgebauten Kieler Dächern, Fassaden in Putz- und Klinkeroptik mit Erkern und Giebeln, Jugendstildekor - Begründung: geschichtlich, städtebaulich - Schutzumfang: Wohn- und Geschäftshäuser Knorrstraße 22, 24, 26, 28 | BW                               |
| 15005     | Paul-Fuß-Straße 4, 6, 8, 10, 12, 14, 16, 18, 20, 22, 24, 26, 28, 30, 32 (54° 20′ 46″ N, 10° 7′ 50″ O) | Marinewohnsiedlung Paul-Fuß-Straße 4-32                          | Marinewohnsiedlung; ab 1938; Häuserzeile, dreigeschossige, schlichte Backsteinhäuser mit Satteldächern in zwei Fluchten angelegt, Schmuckreliefs über den Eingängen, weiträumiger Innenhof - Begründung: geschichtlich, städtebaulich - Schutzumfang: Marine-Mietwohnhäuser Paul-Fuß-Straße 4, 6, 8, 10, 12, 14, 16, 18, 20, 22, 24, 26, 28, 30, 32 | weitere Fotos \| Fotos hochladen |

## Bauliche Anlagen und Gründenkmale
| Objekt-ID      | Lage                                                                        | Offizielle Bezeichnung                                                              | Beschreibung | Bild                             |
| -------------- | --------------------------------------------------------------------------- | ----------------------------------------------------------------------------------- | --- | -------------------------------- |
| 12283          | Adalbertstr., Weimarer Str., Warnemünder Str. (54° 21′ 32″ N, 10° 8′ 11″ O) | Einfriedung: Gitterzaun                                                             | Alteintragung (Aktualisierung vorgesehen) - Begründung: geschichtlich, künstlerisch, städtebaulich - Schutzumfang: Alteintragung (Aktualisierung vorgesehen) - Denkmaltyp: Bauliche Anlage | Fotos hochladen                  |
| 9439           | Adalbertstraße 4 (54° 21′ 26″ N, 10° 8′ 7″ O)                               | ehem. Unterbeamtenhaus                                                              | Alteintragung (Aktualisierung vorgesehen) - Begründung: Alteintragung (Aktualisierung vorgesehen) - Schutzumfang: Alteintragung (Aktualisierung vorgesehen) - Denkmaltyp: Bauliche Anlage | Fotos hochladen                  |
| 9438           | Adalbertstraße 6 (54° 21′ 28″ N, 10° 8′ 7″ O)                               | ehem. Inspektorenhaus                                                               | Alteintragung (Aktualisierung vorgesehen) - Begründung: Alteintragung (Aktualisierung vorgesehen) - Schutzumfang: Alteintragung (Aktualisierung vorgesehen) - Denkmaltyp: Bauliche Anlage | Fotos hochladen                  |
| 6325           | Adalbertstraße 7–9 (54° 21′ 26″ N, 10° 8′ 1″ O)                             | ehem. Paech-Brot-Fabrik                                                             | ehem. Brotfabrik; 1906, Bauherr Wilhelm Nehlsen, Architekt Friedrich Theodor Speckbötel; Backsteinbau auf L-förmigem Grundriss mit Satteldächern, eingeschossiger Bäckereiflügel, viergeschossiges Lagerhaus, zeittypische Putzgliederung - Begründung: geschichtlich, städtebaulich, technisch - Schutzumfang: ehem. Brotfabrik, - Denkmaltyp: Bauliche Anlage | weitere Fotos \| Fotos hochladen |
| 5168           | Adalbertstraße 10 (54° 21′ 33″ N, 10° 8′ 7″ O)                              | ehem. Pastorat der Petrus-Kirche                                                    | ehem. Pastorat der Petrus-Kirche, Teil der Sachgesamtheit ehem. Marine-Garnison-Kirche; 1907-1909, Architekten Robert Curjel u. Karl Moser, Karlsruhe; zweigeschossiger Backsteinbau, Gruppenfenster, Mansarddach, eingeschossiger Konfirmandensaal - Begründung: geschichtlich, künstlerisch, städtebaulich - Schutzumfang: gesamtes Objekt - Denkmaltyp: Bauliche Anlage, Sachgesamtheit: ehem. Marine-Garnison-Kirche | Fotos hochladen                  |
| 10575          | Adalbertstraße 11 (54° 21′ 29″ N, 10° 8′ 4″ O)                              | Wohn- und Geschäftshaus                                                             | Alteintragung (Aktualisierung vorgesehen) - Begründung: geschichtlich, künstlerisch, städtebaulich - Schutzumfang: gesamtes Objekt - Denkmaltyp: Bauliche Anlage | Fotos hochladen                  |
| 51832          | Adalbertstraße 25 (54° 21′ 33″ N, 10° 8′ 4″ O)                              | Wohn- und Geschäftshaus                                                             | Wohn- und Geschäftshaus; um 1905, Maurermeister Carl Imhoff; fünfgeschossiger Putzbau im Reformstil, Kieler Dach, Erdgeschosszone und viertes Obergeschoss backsteinsichtig, reduzierte Putzgliederung - Begründung: geschichtlich, städtebaulich - Schutzumfang: gesamtes Objekt - Denkmaltyp: Bauliche Anlage | BW                               |
| 7334 Wikidata  | Am Kiel-Kanal 44 (54° 21′ 52″ N, 10° 8′ 13″ O)                              | Maschinenmuseum (ehem. Gaswerk)                                                     | Alteintragung (Aktualisierung vorgesehen) - Begründung: Alteintragung (Aktualisierung vorgesehen) - Schutzumfang: Alteintragung (Aktualisierung vorgesehen) - Denkmaltyp: Bauliche Anlage | weitere Fotos \| Fotos hochladen |
| 11701 Wikidata | Am Kiel-Kanal 44 (54° 21′ 52″ N, 10° 8′ 19″ O)                              | Gaswerk: Lokomotivschuppen                                                          | Alteintragung (Aktualisierung vorgesehen) - Begründung: Alteintragung (Aktualisierung vorgesehen) - Schutzumfang: Alteintragung (Aktualisierung vorgesehen) - Denkmaltyp: Bauliche Anlage | weitere Fotos \| Fotos hochladen |
| 28104 Wikidata | Am Kiel-Kanal 44 (54° 21′ 51″ N, 10° 8′ 18″ O)                              | Gaswerk: Uhren-/Kompressorenhaus                                                    | Alteintragung (Aktualisierung vorgesehen) - Begründung: Alteintragung (Aktualisierung vorgesehen) - Schutzumfang: Alteintragung (Aktualisierung vorgesehen) - Denkmaltyp: Bauliche Anlage | weitere Fotos \| Fotos hochladen |
| 10617          | Arkonastraße 1 (54° 21′ 36″ N, 10° 8′ 10″ O)                                | Schulgebäude mit Signalturm und Erweiterungsflügel                                  | Schulgebäude mit Signalturm und Erweiterungsflügel; 1911–13, 1936–37, Marinebauamt (Hagen, Fleinert); Schulbau der ehem. Ingenieur- und Deckoffizierschule (Technische Marineschule), dreigeschossiger Backsteinbau mit Mansarddach in neubarocken Formen, eingebauter quadratischer Signalturm, hofseitiger Flügel mit rückseitigem Anbau - Begründung: geschichtlich, wissenschaftlich, künstlerisch, städtebaulich - Schutzumfang: gesamtes Objekt - Denkmaltyp: Bauliche Anlage | Fotos hochladen                  |
| 10618          | Arkonastraße 1 (54° 21′ 35″ N, 10° 8′ 9″ O)                                 | Marineschule: Eingangsbau mit Torhäusern, Tordurchfahrt und Ziergitter              | Alteintragung (Aktualisierung vorgesehen) - Begründung: Alteintragung (Aktualisierung vorgesehen) - Schutzumfang: Alteintragung (Aktualisierung vorgesehen) - Denkmaltyp: Bauliche Anlage | Fotos hochladen                  |
| 10619          | Arkonastraße 1 (54° 21′ 37″ N, 10° 8′ 8″ O)                                 | Marineschule: Maschinenhalle I                                                      | Alteintragung (Aktualisierung vorgesehen) - Begründung: Alteintragung (Aktualisierung vorgesehen) - Schutzumfang: Alteintragung (Aktualisierung vorgesehen) - Denkmaltyp: Bauliche Anlage | Fotos hochladen                  |
| 9430           | Boltenhagener Straße 4–8 (54° 21′ 25″ N, 10° 8′ 16″ O)                      | ehem. Absonderungshaus (7)                                                          | Alteintragung (Aktualisierung vorgesehen) - Begründung: Alteintragung (Aktualisierung vorgesehen) - Schutzumfang: Alteintragung (Aktualisierung vorgesehen) - Denkmaltyp: Bauliche Anlage | Fotos hochladen                  |
| 9891           | Düvelsbeker Weg 5 (54° 20′ 48″ N, 10° 8′ 4″ O)                              | Einfamilienhaus                                                                     | Einfamilienhaus; 1904-1906, Planung C. Hansen; zweigeschossiger Backsteinbau, Fassadengestaltung unter Verwendung von Werkstein sowie schmückendem Jugendstilbeiwerk, flacher Mittelrisalit mit Fachwerkgiebel, Loggia im Obergeschoss - Begründung: geschichtlich, künstlerisch, städtebaulich - Schutzumfang: gesamtes Objekt - Denkmaltyp: Bauliche Anlage, Mehrheit von baulichen Anlagen: Einfamilienhäuser Düvelsbeker Weg 5-11 | Fotos hochladen                  |
| 9852           | Düvelsbeker Weg 7 (54° 20′ 48″ N, 10° 8′ 5″ O)                              | Einfamilienhaus                                                                     | Einfamilienhaus; 1904-1906, Planung C. Hensen; zweigeschossiger Backsteinbau, Fassadengestaltung unter Verwendung von Werkstein sowie schmückendem Jugendstilbeiwerk, flacher Mittelrisalit mit polygonalem Erkertürmchen - Begründung: geschichtlich, künstlerisch, städtebaulich - Schutzumfang: gesamtes Objekt - Denkmaltyp: Bauliche Anlage, Mehrheit von baulichen Anlagen: Einfamilienhäuser Düvelsbeker Weg 5-11 | Fotos hochladen                  |
| 52570          | Düvelsbeker Weg 9 (54° 20′ 48″ N, 10° 8′ 5″ O)                              | Einfamilienhaus                                                                     | Einfamilienhaus; 1904-1906, nach Planung C. Hensen; zweigeschossiger Backsteinbau, Fassadengestaltung in Backstein und Putz sowie schmückendem Jugendstilbeiwerk, polygonaler Vorbau, Schmuckgiebel - Begründung: geschichtlich, künstlerisch, städtebaulich - Schutzumfang: gesamtes Objekt - Denkmaltyp: Bauliche Anlage, Mehrheit von baulichen Anlagen: Einfamilienhäuser Düvelsbeker Weg 5-11 | BW                               |
| 52571          | Düvelsbeker Weg 11 (54° 20′ 49″ N, 10° 8′ 6″ O)                             | Einfamilienhaus                                                                     | Einfamilienhaus; 1904-1906, Planung C. Hensen; zweigeschossiger Backsteinbau, Fassadengestaltung in Backstein und Putz sowie schmückendem Jugendstilbeiwerk, polygonaler Vorbau, Türmchen mit Zeltdach - Begründung: geschichtlich, künstlerisch, städtebaulich - Schutzumfang: gesamtes Objekt - Denkmaltyp: Bauliche Anlage, Mehrheit von baulichen Anlagen: Einfamilienhäuser Düvelsbeker Weg 5-11 | BW                               |
| 24767          | Eduard-Adler-Straße 10 (54° 20′ 50″ N, 10° 7′ 44″ O)                        | westl. Wach- und Werkstattgebäude                                                   | Alteintragung (Aktualisierung vorgesehen) - Begründung: Alteintragung (Aktualisierung vorgesehen) - Schutzumfang: Alteintragung (Aktualisierung vorgesehen) - Denkmaltyp: Bauliche Anlage | Fotos hochladen                  |
| 24768          | Eduard-Adler-Straße 10 (54° 20′ 51″ N, 10° 7′ 47″ O)                        | östl. Wach- und Werkstattgebäude                                                    | Alteintragung (Aktualisierung vorgesehen) - Begründung: Alteintragung (Aktualisierung vorgesehen) - Schutzumfang: Alteintragung (Aktualisierung vorgesehen) - Denkmaltyp: Bauliche Anlage | Fotos hochladen                  |
| 24769          | Eduard-Adler-Straße 10 (54° 20′ 51″ N, 10° 7′ 44″ O)                        | Fahrzeughalle mit Wandrelief "Kradmelder"                                           | Alteintragung (Aktualisierung vorgesehen) - Begründung: Alteintragung (Aktualisierung vorgesehen) - Schutzumfang: Alteintragung (Aktualisierung vorgesehen) - Denkmaltyp: Bauliche Anlage | Fotos hochladen                  |
| 24770          | Eduard-Adler-Straße 10 (54° 20′ 53″ N, 10° 7′ 45″ O)                        | Fahrzeughalle mit Wasserturm                                                        | Alteintragung (Aktualisierung vorgesehen) - Begründung: Alteintragung (Aktualisierung vorgesehen) - Schutzumfang: Alteintragung (Aktualisierung vorgesehen) - Denkmaltyp: Bauliche Anlage | Fotos hochladen                  |
| 24771          | Eduard-Adler-Straße 10 (54° 20′ 52″ N, 10° 7′ 43″ O)                        | Tankstelle mit Überdachung                                                          | Alteintragung (Aktualisierung vorgesehen) - Begründung: Alteintragung (Aktualisierung vorgesehen) - Schutzumfang: Alteintragung (Aktualisierung vorgesehen) - Denkmaltyp: Bauliche Anlage | BW                               |
| 12737 Wikidata | Eduard-Adler-Straße 23 (54° 20′ 46″ N, 10° 7′ 44″ O)                        | Osterkirche mit Ausstattung                                                         | Alteintragung (Aktualisierung vorgesehen) - Begründung: geschichtlich, künstlerisch, städtebaulich - Schutzumfang: Osterkirche mit Ausstattung, Glockenturm - Denkmaltyp: Bauliche Anlage | weitere Fotos \| Fotos hochladen |
| 8652 Wikidata  | Feldstraße 177 (54° 20′ 56″ N, 10° 8′ 16″ O)                                | Hebbelschule                                                                        | Alteintragung (Aktualisierung vorgesehen) - Begründung: geschichtlich, künstlerisch, städtebaulich - Schutzumfang: Alteintragung (Aktualisierung vorgesehen) - Denkmaltyp: Bauliche Anlage | weitere Fotos \| Fotos hochladen |
| 11491          | Feldstraße 213 (54° 21′ 7″ N, 10° 8′ 10″ O)                                 | ehem. Erprobungskommando für Kriegsschiffe                                          | ehem. Erprobungskommando für Kriegsschiffe; 1938, Standortmarinebauamt; langgestreckter zweigeschossiger Backsteinbau unter ausgebautem Walmdach, Flügelbauten, über südlichem Eingangsrisalit Turmaufsatz; Einfriedung - Begründung: geschichtlich, künstlerisch, städtebaulich - Schutzumfang: ehem. Erprobungskommando für Kriegsschiffe, Einfriedung - Denkmaltyp: Bauliche Anlage | BW                               |
| 11492          | Feldstraße 223 (54° 21′ 10″ N, 10° 8′ 9″ O)                                 | ehem. Sanitätsamt                                                                   | ehem. Sanitätsamt; 1938; langgestreckter zweigeschossiger Backsteinbau unter gaubenbesetztem Walmdach, Mittelachse durch Treppenanlage und tiefes Sandsteinportal betont - Begründung: geschichtlich, städtebaulich - Schutzumfang: gesamtes Objekt - Denkmaltyp: Bauliche Anlage | BW                               |
| 9429           | Heiligendammer Straße 7 (54° 21′ 28″ N, 10° 8′ 13″ O)                       | ehem. Kranken-Pavillon I (3)                                                        | Alteintragung (Aktualisierung vorgesehen) - Begründung: Alteintragung (Aktualisierung vorgesehen) - Schutzumfang: Alteintragung (Aktualisierung vorgesehen) - Denkmaltyp: Bauliche Anlage | BW                               |
| 9431           | Heiligendammer Straße 15 (54° 21′ 26″ N, 10° 8′ 10″ O)                      | sog. Atelierhaus                                                                    | Alteintragung (Aktualisierung vorgesehen) - Begründung: Alteintragung (Aktualisierung vorgesehen) - Schutzumfang: Alteintragung (Aktualisierung vorgesehen) - Denkmaltyp: Bauliche Anlage | Fotos hochladen                  |
| 9432           | Heiligendammer Straße (54° 21′ 25″ N, 10° 8′ 10″ O)                         | Kesselhaus (15)                                                                     | Alteintragung (Aktualisierung vorgesehen) - Begründung: Alteintragung (Aktualisierung vorgesehen) - Schutzumfang: Alteintragung (Aktualisierung vorgesehen) - Denkmaltyp: Bauliche Anlage | Fotos hochladen                  |
| 9435           | Heiligendammer Straße (54° 21′ 25″ N, 10° 8′ 11″ O)                         | ehem. Kapelle (13)                                                                  | Alteintragung (Aktualisierung vorgesehen) - Begründung: Alteintragung (Aktualisierung vorgesehen) - Schutzumfang: Alteintragung (Aktualisierung vorgesehen) - Denkmaltyp: Bauliche Anlage | Fotos hochladen                  |
| 13728          | Heiligendammer Straße (54° 21′ 29″ N, 10° 8′ 11″ O)                         | Anschar-Gelände: Außenanlagen                                                       | Alteintragung (Aktualisierung vorgesehen) - Begründung: geschichtlich, städtebaulich - Schutzumfang: gesamtes Objekt - Denkmaltyp: Gründenkmal | Fotos hochladen                  |
| 10620          | Herthastraße 3 (54° 21′ 37″ N, 10° 8′ 14″ O)                                | Wohntrakt der Marineschule                                                          | Alteintragung (Aktualisierung vorgesehen) - Begründung: Alteintragung (Aktualisierung vorgesehen) - Schutzumfang: Alteintragung (Aktualisierung vorgesehen) - Denkmaltyp: Bauliche Anlage | weitere Fotos \| Fotos hochladen |
| 3204           | Herthastraße 7 (54° 21′ 41″ N, 10° 8′ 16″ O)                                | ehem. Marinefachschule (Bundeswehrfachschule)                                       | Alteintragung (Aktualisierung vorgesehen) - Begründung: künstlerisch, städtebaulich - Schutzumfang: gesamtes Objekt - Denkmaltyp: Bauliche Anlage | weitere Fotos \| Fotos hochladen |
| 11683          | Herthastraße 24 (54° 21′ 45″ N, 10° 8′ 23″ O)                               | Wohnhaus                                                                            | Wohnhaus; um 1908; Regierungsbaumeister Köhle, zweigeschossiger Backsteinbau mit Putz und Walmdach, polygonaler Grundriss - Begründung: geschichtlich, städtebaulich - Schutzumfang: gesamtes Objekt - Denkmaltyp: Bauliche Anlage | Fotos hochladen                  |
| 12341          | Herthastraße (54° 21′ 37″ N, 10° 8′ 17″ O)                                  | Wartehalle mit Kiosk                                                                | Alteintragung (Aktualisierung vorgesehen) - Begründung: geschichtlich, städtebaulich - Schutzumfang: gesamtes Objekt - Denkmaltyp: Bauliche Anlage | weitere Fotos \| Fotos hochladen |
| 28447          | Hohenrade 3 (54° 21′ 29″ N, 10° 7′ 46″ O)                                   | Knorr Bunker                                                                        | Knorr Bunker; 1941/42; fünfgeschossiger Betonbau mit vier oberirdischen und einem unterirdischen Geschoss, fensterlose geschlossene Fassade mit zwei Stahltüren - Begründung: geschichtlich, wissenschaftlich, städtebaulich - Schutzumfang: gesamtes Objekt - Denkmaltyp: Bauliche Anlage | weitere Fotos \| Fotos hochladen |
| 52401          | Holtenauer Straße 223 (54° 20′ 54″ N, 10° 7′ 57″ O)                         | Wohn- und Geschäftshaus                                                             | Wohn- und Geschäftshaus; ab 1900; fünfgeschossiges Backsteingebäude mit Putzzonen, Backsteinmuster, Reliefplatten, Balkone und kleiner Dreieckgiebel - Begründung: geschichtlich, künstlerisch, städtebaulich - Schutzumfang: gesamtes Objekt - Denkmaltyp: Bauliche Anlage | BW                               |
| 11642          | Holtenauer Straße 273 (54° 21′ 11″ N, 10° 7′ 54″ O)                         | Wohn- und Geschäftshaus                                                             | Wohn- und Geschäftshaus; 1906; Maurermeister H. C. Jungjohann, fünfgeschossiges lverputztes Eckhaus mit Kieler Dach, Kastenerker, Eckturm und Balkone, Fassadendekor mit Jugendstilelementen - Begründung: geschichtlich, künstlerisch, städtebaulich - Schutzumfang: gesamtes Objekt - Denkmaltyp: Bauliche Anlage | BW                               |
| 11640          | Holtenauer Straße 284 (54° 21′ 5″ N, 10° 7′ 58″ O)                          | Wohnhaus Bankier J. Schmidt                                                         | Wohnhaus Bankier J. Schmidt; 1932; zweigeschossige Backsteinvilla mit Walmdach, halbrunder Altan, gliedernde Klinkerbänder; 1938 angleichend erweitert - Begründung: geschichtlich, städtebaulich - Schutzumfang: gesamtes Objekt - Denkmaltyp: Bauliche Anlage | BW                               |
| 24123          | Holtenauer Straße 295 (54° 21′ 17″ N, 10° 7′ 50″ O)                         | ehem. Postamt Kiel-Wik                                                              | ehem. Postamt Kiel-Wik; um 1900; dreigeschossig, verputztes Eckgebäude mit hohem sockelartigem Erdgeschoss, Lisenengliederung, neubarocke Formen, Zwerchhaus und Walmdach - Begründung: geschichtlich, städtebaulich - Schutzumfang: gesamtes Objekt - Denkmaltyp: Bauliche Anlage | Fotos hochladen                  |
| 44247 Wikidata | Holtenauer Straße 327 (54° 21′ 28″ N, 10° 7′ 47″ O)                         | St. Lukaskirche mit Gemeindezentrum und Ausstattung                                 | St. Lukaskirche mit Gemeindezentrum; 1978–81, Diethelm Hoffmann; mehrgliedriger Baukörper mit rötlicher Klinkerverkleidung, expressiv-plastische teils aufgeständerte Gestalt mit turmartiger Ecklösung, betonsichtiger und plastisch aufgefasster Kirchenraum mit offener Ausrichtung zum Altarraum - Begründung: geschichtlich, künstlerisch, städtebaulich - Schutzumfang: gesamtes Objekt - Denkmaltyp: Bauliche Anlage | weitere Fotos \| Fotos hochladen |
| 50681 Wikidata | Kiellinie (54° 21′ 9″ N, 10° 8′ 28″ O)                                      | Plastik "Hafen 77"                                                                  | Plastik "Hafen 77", Felix Fehlmann; Stahlplastik aus zusammengeschweißten Schiffsrumpfwänden, Tauen und Eisenpollern - Begründung: geschichtlich, künstlerisch, städtebaulich - Schutzumfang: gesamtes Objekt - Denkmaltyp: Bauliche Anlage | weitere Fotos \| Fotos hochladen |
| 11671          | Kiellinie 247 (54° 21′ 12″ N, 10° 8′ 24″ O)                                 | ehem. Marine-Artillerie-Inspektionsgebäude (Wasser- und Schifffahrtsdirektion Nord) | ehem. Marine-Artillerie-Inspektionsgebäude (Wasser- und Schifffahrtsdirektion Nord); 1936, Marinestandortbauamt nach Entwurf Regierungsbaurat Rambacher; langgestreckter zweigeschossiger Backsteinbau unter Walmdach, Mittelachse mit Sandsteinportikus und Turm - Begründung: geschichtlich, städtebaulich - Schutzumfang: gesamtes Objekt - Denkmaltyp: Bauliche Anlage | weitere Fotos \| Fotos hochladen |
| 13679 Wikidata | Kiellinie 249 (54° 21′ 17″ N, 10° 8′ 20″ O)                                 | Flandernbunker Mahnmal Kilian                                                       | erbaut 1944, heute ein Mahnmal; Alteintragung (Aktualisierung vorgesehen) - Begründung: geschichtlich - Schutzumfang: gesamtes Objekt - Denkmaltyp: Bauliche Anlage | weitere Fotos \| Fotos hochladen |
| 11838          | Knorrstraße 10 (54° 21′ 28″ N, 10° 7′ 54″ O)                                | ehem. Altersheim des Kieler Schlachter-Amts                                         | ehem. Altersheim des Kieler Schlachter-Amts; 1906, Architekt J. A. Lauers; viergeschossiger Putzbau mit ornamentaler Gliederung in Natur- und Backstein, Mittelzwerchhaus in Fachwerk - Begründung: geschichtlich, städtebaulich - Schutzumfang: gesamtes Objekt - Denkmaltyp: Bauliche Anlage, Mehrheit von baulichen Anlagen: Wohn- und Geschäftshäuser Knorrstraße 4-10/Holtenauer Straße 356 | BW                               |
| 48244          | Knorrstraße 28 (54° 21′ 28″ N, 10° 8′ 2″ O)                                 | Wohn- und Geschäftshaus                                                             | Wohn- und Geschäftshaus; um 1905; viergeschossiges Eckgebäude unter ausgebautem Kieler Dach, reiche Putz- und Klinkerfassade mit übergiebelten Erkern und Eckturm - Begründung: geschichtlich, städtebaulich - Schutzumfang: gesamtes Objekt - Denkmaltyp: Bauliche Anlage, Mehrheit von baulichen Anlagen: Wohn- und Geschäftshäuser Knorrstraße 22-28 | BW                               |
| 22565          | Maklerstraße 1 (54° 21′ 56″ N, 10° 8′ 21″ O)                                | Kaiserwappen der Levensauer Hochbrücke                                              | Kaiserwappen; 1893/94; rechteckiges Sandsteinrelief mit eingezogenem, Ädikula-artigen Abschluss, bekrönter Adler mit preußischem Wappenschild auf der Brust - Begründung: geschichtlich, künstlerisch - Schutzumfang: gesamtes Objekt - Denkmaltyp: Teil einer baulichen Anlage, Sachgesamtheit: Kanalschleuse Kiel-Holtenau | Fotos hochladen                  |
| 11916          | Mecklenburger Straße 48–52 (54° 21′ 49″ N, 10° 8′ 46″ O)                    | ehem. Sperrschule: Schulblock                                                       | Für die Dreharbeiten der ersten Folgen der Kieler „Tatort“-Filme mit Kommissar Borowski wurde das derzeit leerstehende Gebäude teilweise als Filmkulisse für ein fiktives „Polizeipräsidium“ genutzt. Alteintragung (Aktualisierung vorgesehen) - Begründung: Alteintragung (Aktualisierung vorgesehen) - Schutzumfang: Alteintragung (Aktualisierung vorgesehen) - Denkmaltyp: Bauliche Anlage | Fotos hochladen                  |
| 11878          | Mühlenbrook 3 (54° 21′ 32″ N, 10° 7′ 41″ O)                                 | Villa                                                                               | Villa; 1905, J. A. Lauers; zweigeschossiges hell gefasstes Backsteingebäude, Seitenrisalit mit Fachwerk- und Schwebegiebel - Begründung: geschichtlich, städtebaulich - Schutzumfang: gesamtes Objekt - Denkmaltyp: Bauliche Anlage | BW                               |
| 9727           | Niemannsweg 220 (54° 20′ 59″ N, 10° 8′ 36″ O)                               | ehem. Luftkreiskommando (Territorialkommando S-H)                                   | ehem. Luftkreiskommando; 1934/35, Marinestandortbauamt; dreigeschossiger Dreiflügelbau unter Walmdach aus Backstein, hofseitig eingeschossige Winkelbauten aus Kalksandstein, fördeseitig siebenachsiger Sandsteinportikus. - Begründung: geschichtlich, künstlerisch, städtebaulich - Schutzumfang: gesamtes Objekt - Denkmaltyp: Bauliche Anlage, Sachgesamtheit: ehem. Luftkreiskommando | Fotos hochladen                  |
| 9726           | Parkstraße 2 (54° 20′ 58″ N, 10° 8′ 43″ O)                                  | ehem. Kommandeurswohnhaus                                                           | ehem. Kommandeurswohnhaus; 1934/35, Marinestandortbauamt; zweigeschossiger breitgelagerter Backsteinbau unter ausgebautem Walmdach, zwei Rechteckerker mit Altanabschluss und Veranden in den Außenachsen; Doppelgarage - Begründung: geschichtlich, künstlerisch, städtebaulich - Schutzumfang: ehem. Kommandeurswohnhaus, Doppelgarage - Denkmaltyp: Bauliche Anlage, Sachgesamtheit: ehem. Luftkreiskommando | Fotos hochladen                  |
| 9436           | Reriker Straße 4 (54° 21′ 24″ N, 10° 8′ 12″ O)                              | ehem. Leichenhaus (12)                                                              | Alteintragung (Aktualisierung vorgesehen) - Begründung: Alteintragung (Aktualisierung vorgesehen) - Schutzumfang: Alteintragung (Aktualisierung vorgesehen) - Denkmaltyp: Bauliche Anlage | Fotos hochladen                  |
| 9453           | Rostocker Straße 1 (54° 21′ 36″ N, 10° 8′ 19″ O)                            | ehem. Untersuchungsgefängnis                                                        | Alteintragung (Aktualisierung vorgesehen) - Begründung: geschichtlich, wissenschaftlich, städtebaulich - Schutzumfang: Alteintragung (Aktualisierung vorgesehen) - Denkmaltyp: Bauliche Anlage | Fotos hochladen                  |
| 2747 Wikidata  | Rostocker Straße 13 (54° 21′ 37″ N, 10° 8′ 19″ O)                           | Wasserturm                                                                          | Alteintragung (Aktualisierung vorgesehen) - Begründung: Alteintragung (Aktualisierung vorgesehen) - Schutzumfang: Alteintragung (Aktualisierung vorgesehen) - Denkmaltyp: Bauliche Anlage | weitere Fotos \| Fotos hochladen |
| 52090          | Schleusenstraße u. a. (54° 21′ 50″ N, 10° 7′ 53″ O)                         | Mietwohnungshauszeile                                                               | Arbeiterwohnhäuser; Entwurf Willy Hahn und Emil Kühle, vom Städtischen Hochbau- und Siedlungsamt für Beschäftigte der städtischen Gas- und Elektrizitätswerke erbaut; dreigeschossige Wohnhauszeile, trauf-ständiger Backsteinbau auf J-förmigem Grundriss mit pfannengedeckten Walmdächern, städtebaulich markante Disposition, barockisierende Formen des Heimatschutzes mit expressionistischen Elementen - Begründung: geschichtlich, künstlerisch, städtebaulich - Schutzumfang: gesamtes Objekt - Denkmaltyp: Bauliche Anlage | Fotos hochladen                  |
| 52389          | Sonderburger Platz 1 (54° 21′ 32″ N, 10° 7′ 45″ O)                          | Hauptportal                                                                         | Hauptportal; 1905; Portal aus Sandstein, barockisierende Formen, Inschrift, versetzt und heute vor dem Durchgang zum Schulhof - Begründung: geschichtlich, künstlerisch - Schutzumfang: gesamtes Objekt - Denkmaltyp: Teil einer baulichen Anlage, Gründenkmale | BW                               |
| 12085          | Uferstraße 62 (54° 22′ 5″ N, 10° 7′ 14″ O)                                  | Hafenamt                                                                            | Hafenamt; 1926, Magistralbaurat Köhle; zweigeschossiger Klinkerbau, ausgebautes Satteldach, Eingangsportal ornamentiert - Begründung: geschichtlich, städtebaulich - Schutzumfang: gesamtes Objekt - Denkmaltyp: Bauliche Anlage | Fotos hochladen                  |
| 3215 Wikidata  | Weimarer Straße 3 (54° 21′ 33″ N, 10° 8′ 8″ O)                              | Petruskirche                                                                        | ehem. Marine-Garnison-Kirche (Ev.-Luth. Gemeindekirche Petrus-Nord); 1905-1907, Architekten Robert Curjel u. Karl Moser, Karlsruhe; vierjochige backsteinsichtige Saalkirche, gewölbte Vorhalle mit Seitentürmchen, queroblonger Turm mit Mansardendach und Dachreiter mit Uhr, Dachstuhl in dekorativer Bohlenkonstruktion mit Schwibbögen, Altar-Figurengruppe, 1939, Holzbildhauer Otto Flath; Freifläche, Einfriedung. Die Petruskirche wurde im Auftrag von Großadmiral Alfred von Tirpitz erbaut. Dieser handelte auf Empfehlung von Admiral Prinz Heinrich von Preußen, dem Bruder Kaiser Wilhelms II., und betraute mit diesem Bauvorhaben die Karlsruher Architekten Curjel & Moser. - Begründung: geschichtlich, künstlerisch, städtebaulich - Schutzumfang: Petruskirche, Freifläche, Einfriedung - Denkmaltyp: Bauliche Anlage, Sachgesamtheit: ehem. Marine-Garnison-Kirche | weitere Fotos \| Fotos hochladen |
| 3276           | Weimarer Straße 5 (54° 21′ 32″ N, 10° 8′ 10″ O)                             | ehem. Kommandantur                                                                  | ehem. Kommandantur, Teil der Sachgesamtheit ehem. Marine-Garnison-Kirche; 1909, Architekten Robert Curjel u. Karl Moser, Karlsruhe; zwei- bis dreigeschossiger, winkelförmiger Backsteinbau, Gruppenfenster, Sattel- bzw. Mansardgiebeldach, angegliederter Bogengang mit Denkmal für die Gefallenen der Torpedowaffe, 1927, Fritz Theilmann - Begründung: geschichtlich, künstlerisch, städtebaulich - Schutzumfang: gesamtes Objekt - Denkmaltyp: Bauliche Anlage, Sachgesamtheit: ehem. Marine-Garnison-Kirche | Fotos hochladen                  |
| 8502           | Weimarer Straße 8 (54° 21′ 30″ N, 10° 8′ 10″ O)                             | Pförtnerhaus (19)                                                                   | Alteintragung (Aktualisierung vorgesehen) - Begründung: Alteintragung (Aktualisierung vorgesehen) - Schutzumfang: Alteintragung (Aktualisierung vorgesehen) - Denkmaltyp: Bauliche Anlage | Fotos hochladen                  |
| 9427           | Weimarer Straße 8 (54° 21′ 31″ N, 10° 8′ 9″ O)                              | ehem. Verwaltungsgebäude ( 1)                                                       | Alteintragung (Aktualisierung vorgesehen) - Begründung: Alteintragung (Aktualisierung vorgesehen) - Schutzumfang: Alteintragung (Aktualisierung vorgesehen) - Denkmaltyp: Bauliche Anlage | Fotos hochladen                  |
| 9426           | Weimarer Straße (54° 21′ 31″ N, 10° 8′ 9″ O)                                | Kiosk (18) (ehem. Torwache)                                                         | Alteintragung (Aktualisierung vorgesehen) - Begründung: Alteintragung (Aktualisierung vorgesehen) - Schutzumfang: Alteintragung (Aktualisierung vorgesehen) - Denkmaltyp: Bauliche Anlage | Fotos hochladen                  |
| 11682          | Zeyestraße 16 a (54° 21′ 43″ N, 10° 8′ 32″ O)                               | Anschütz-Kreiselkompaßwerke                                                         | ehem. Anschütz-Kreiselkompasswerke; 1952–53, erweitert 1954–55, Architekt vermutlich Otto Schnittger; dreigeschossiger Verwaltungsbau mit Rastergliederung und überstehender Dachplatte, anschließende eingeschossige Werkhalle mit einfach gewölbten Sheddächern - Begründung: geschichtlich, städtebaulich, technisch - Schutzumfang: gesamtes Objekt - Denkmaltyp: Bauliche Anlage | BW                               |

## Ehemalige Kulturdenkmale
| Objekt-ID     | Lage                                                        | Offizielle Bezeichnung  | Beschreibung | Bild                             |
| ------------- | ----------------------------------------------------------- | ----------------------- | --- | -------------------------------- |
| 10589         | Adalbertstraße 7–9 (54° 21′ 26″ N, 10° 8′ 2″ O)             | Schornstein             | Ende 2024 nicht mehr als Kulturdenkmal ausgewiesen - Begründung: Alteintragung (Aktualisierung vorgesehen) - Schutzumfang: Alteintragung (Aktualisierung vorgesehen) - Denkmaltyp: Bauliche Anlage | Fotos hochladen                  |
| 9457 Wikidata | Arkonastraße 1, Herthastraße 3 (54° 21′ 35″ N, 10° 8′ 9″ O) | Technische Marineschule | die Marineschule war als Sachgesamtheit denkmalgeschützt. Dieser Schutz wurde aufgehoben. - Begründung: geschichtlich, wissenschaftlich, künstlerisch, städtebaulich - Schutzumfang: Schulgebäude mit Signalturm und Erweiterungsflügel, Eingangsbau mit Torhäusern, Tordurchfahrt und Ziergitter, Maschinenhalle I (Arkonastraße 1); Wohntrakt (Herthastraße 3) | weitere Fotos \| Fotos hochladen |

| Lage                  | Bezeichnung                    | Beschreibung                                    | Bild |
| --------------------- | ------------------------------ | ----------------------------------------------- | ---- |
| Heiligendammer Straße | ehem. Kranken-Pavillon I (3)   | Die Gebäude wurden im Frühjahr 2015 abgerissen. |      |
| Heiligendammer Straße | ehem. Kranken-Pavillon II (4)  | Die Gebäude wurden im Frühjahr 2015 abgerissen. |      |
| Heiligendammer Straße | ehem. Kranken-Pavillon III (5) | Die Gebäude wurden im Frühjahr 2015 abgerissen. |      |
| Heiligendammer Straße | ehem. Kranken-Pavillon IV (6)  | Die Gebäude wurden im Frühjahr 2015 abgerissen. |      |

## Quelle
- Liste der Kulturdenkmale in Schleswig-Holstein – Landeshauptstadt Kiel (PDF)

- Karte mit allen Koordinaten:
- OSM |
- WikiMap